# ويليام جي. تاكر
ويليام جي. تاكر (بالإنجليزية: William G. Tucker)‏ هو نحات بريطاني، ولد في 28 فبراير 1935 في القاهرة في مصر.